# Komorača
Komorača (koromač; lat. Pleurospermum), rod trajnica iz porodice štitarki rasprostranjen po Euroaziji.
Priznato je 7 vrsta. U Hrvatskoj je na popisu samo  austrijska komorača (P. austriacum).

## Vrste
1. Pleurospermum albimarginatum H.Wolff
2. Pleurospermum austriacum (L.) Hoffm.
3. Pleurospermum microphyllum H.Wolff
4. Pleurospermum microsciadium H.Wolff
5. Pleurospermum souliei H.Wolff
6. Pleurospermum tripartitum F.T.Pu, R.Li & H.Li
7. Pleurospermum uralense Hoffm.